# Викинг-2
«Викинг-2» — второй из двух космических аппаратов, направленных к Марсу в рамках программы НАСА «Викинг». Как и космический аппарат «Викинг-1», «Викинг-2» состоял из орбитальной станции — искусственного спутника Марса и спускаемого аппарата с автоматической марсианской станцией.
Автоматическая марсианская станция «Викинг-2» функционировала на поверхности 1281 сол и завершила свою работу 11 апреля 1980 года, когда вышли из строя её аккумуляторы. Орбитальная станция «Викинг-2» проработала до 25 июля 1978 года, совершив 706 оборотов по орбите Марса, отправила почти 16 000 фотографий.

## Цели миссии
«Викинг-2» был запущен 9 сентября 1975 года при помощи ракеты-носителя Титан-3E. Спустя 333 дня полёта до выхода на орбиту спутника начал передавать снимки всего диска Марса. 7 августа 1976 аппарат вышел на марсианскую орбиту с перицентром 1500 км, апоцентром 33 тыс. км и периодом обращения 24,6 часов, которая была затем скорректирована 9 августа до орбиты с периодом обращения 27,3 часа, перицентром 1499 км и наклонением 55,2 градусов. Аппарат приступил к съёмке предполагаемых мест посадки. Подходящее место было выбрано на основе снимков с «Викинга-1» и «Викинга-2». Спускаемый аппарат отделился от орбитального модуля 3 сентября 1976 года в 22:37:50 UTC и совершил мягкую посадку на равнине Утопия.
После отделения спускаемого аппарата предусматривался полный сброс конструкции, соединяющей его с орбитальным модулем и игравшей роль «биологического экрана», изолирующего спускаемый аппарат от контакта с любыми организмами до тех пор, пока он не покинул Землю. Но из-за неполадок с разделением нижняя половина экрана осталась присоединённой к орбитальному модулю.
Наклонение орбиты орбитального модуля 30 сентября 1976 года было увеличено до 75°.

### Орбитальный модуль
Основная программа работ орбитального модуля закончилась 5 октября 1976 года в начале солнечного соединения. Расширенная программа работ началась 14 декабря 1976 года. 20 декабря 1976 года перицентр был уменьшен до 778 км и наклонение увеличено до 80°. Работы включали сближение с Деймосом в октябре 1977 года, для чего перицентр был уменьшен до 300 км, а период обращения был изменён 23 октября 1977 года до 24 часов . На орбитальном модуле были выявлены утечки из силовой установки, сократившие запасы газа, используемого системой ориентации. Аппарат был переведён на орбиту 302 × 33 000 км и выключен 25 июля 1978 года. За время работы орбитальный модуль совершил 706 витков вокруг Марса и передал 16 тысяч снимков.

### Спускаемый аппарат
Спускаемый аппарат с защитным лобовым экраном отделился от орбитального модуля 3 сентября 1976 года в 19:39:59 UTC. В момент отделения орбитальная скорость составляла около 4 км/с. После отстыковки были запущены реактивные двигатели для обеспечения схода с орбиты. Через несколько часов на высоте 300 км спускаемый аппарат был переориентирован для входа в атмосферу. Лобовой экран со встроенным абляционным тепловым щитом использовался для аэродинамического торможения после входа в атмосферу. На высоте 6 км аппарат, спускаясь со скоростью 250 м/с, развернул парашют с куполом диаметром 16 метров. Семью секундами позже был отброшен лобовой экран и выдвинуты три посадочные опоры. Спустя ещё 45 секунд парашют замедлил скорость снижения до 60 м/с. На высоте 1.5 км после отделения парашюта заработали три ракетных двигателя с регулируемой тягой и через 40 секунд на скорости 2,4 м/с аппарат с небольшим толчком осуществил посадку на Марс. Посадочные опоры аппарата имели встроенные сотовые амортизаторы из алюминия, которые сминаясь при посадке, поглотили ударную нагрузку.
Спускаемый аппарат совершил мягкую посадку в 200 км от кратера Mie в равнине Утопии в точке с координатами  47,967° с. ш., 225,737° з. д.  на высоте 4,23 км относительно референц-эллипсоида с экваториальным радиусом 3397,2 км и сжатием 0,0105  в 22:58:20 UT (9:49:05 по локальному марсианскому времени).
При посадке были использованы примерно 22 кг топлива. Из-за неправильного распознавания радаром камней или высокой отражающей способности поверхности, двигатели работали дополнительные 0,4 секунды перед посадкой, вследствие чего растрескалась поверхность и поднялась пыль. Одна из посадочных опор оказалась на камне, и автоматическая марсианская станция была наклонена на 8,2°.
Непосредственно после посадки автоматическая марсианская станция провела подготовку к работе. Она выдвинула узконаправленную антенну для прямой связи с Землёй, развернула штангу с метеорологическими датчиками, разблокировала подвижный датчик сейсмометра.
Камера начала получать снимки сразу же после посадки.
Станция «Викинг-2» проработала на поверхности 1281 марсианский день, до 11 апреля 1980 года, когда вышли из строя аккумуляторные батареи.

## Результаты

### Исследование атмосферы на этапе спуска с орбиты спутника
Проведены первичные эксперименты с помощью анализатора тормозного потенциала, масс-спектрометром определялся газовый состав, замерены атмосферное давление и температура, также составлен профиль плотности атмосферы.

### Анализ почвы
Почва напоминала базальтовую лаву, подвергшуюся воздействию эрозии. Тестовые образцы почвы в избытке содержали кремний и железо, а также в значительном количестве — магний, алюминий, кальций, титан. Были обнаружены следы стронция и иттрия. Количество калия оказалось в 5 раз ниже среднего показателя в земной коре. Некоторые химические вещества почвы содержали серу и хлор, подобные веществам, образующимся после испарения морской воды. Содержание серы в верхних слоях коры было больше, чем в образцах, взятых глубже. Возможные соединения серы — сульфаты натрия, магния, кальция и железа. Вероятно также наличие сульфидов железа. И Спирит и Оппортьюнити обнаружили сульфаты на Марсе. Оппортьюнити (совершивший посадку в 2004 году, имея современное оборудование) нашёл сульфаты магния и кальция в Meridiani Planum. Минеральная модель, основанная на результатах химического анализа, показывает, что почва может быть смесью около 80 % железистой глины, около 10 % сульфата магния, около 5 % карбоната (кальцит) и около 5 % железных руд (гематит, магнетит, гётит?). Эти минералы являются типичными продуктами эрозии тёмных магматических горных пород. Все образцы были нагреты в газовом хроматографе/масс-спектрометре (GCMS) и выделили воду в количестве около 1 %. Исследования при помощи магнитов на борту аппарата показали, что в почве содержится от 3 до 7 % магнитных материалов по весу. Среди этих веществ могут быть магнетит и маггемит, вероятно образовавшиеся благодаря эрозии базальтовых пород. Эксперименты, проведенные марсоходом Спирит (приземлялся в 2004 году) показали, что магнетит может объяснить магнитные свойства пыли и почвы Марса. Наиболее магнитные образцы почвы оказались тёмными, как и сам магнетит, обладающий очень тёмным цветом.
Планировалось, что на Марсе будут работать одновременно две сейсмические станции,  однако сейсмометр на аппарате «Викинг-1» не включился. Сейсмометр на «Викинге-2», находившийся на платформе посадочного устройства на упругих ножках, регистрировал вибрацию платформы из-за ветра и сейсмические шумы, вызываемые ветровыми течениями в атмосфере Марса. За 19 месяцев почти непрерывной работы сейсмометр не зарегистрировал ни одного марсотрясения. Одно вероятное марсотрясение магнитудой 2,8 по шкале Рихтера было зафиксировано сейсмометром «Викинга-2» 6 ноября 1976 года на 80-й день работы на Марсе. К сожалению, в этот день не было данных о скорости ветра, поэтому точно сказать, было ли это событие вызвано ветром или нет, невозможно.

## Галерея

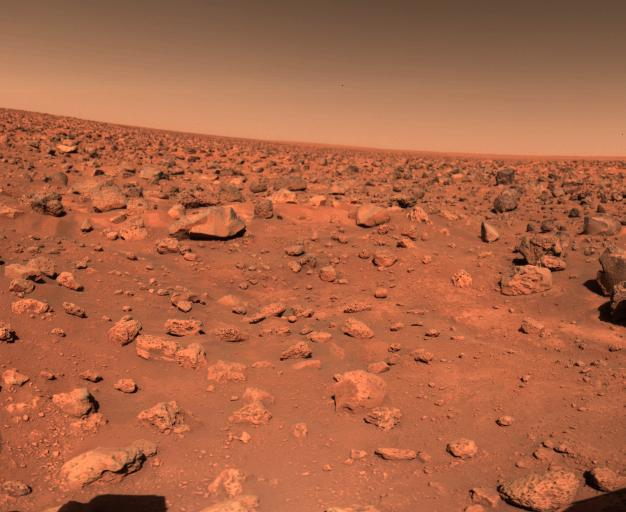
Первое цветное изображение, переданное «Викингом-2»
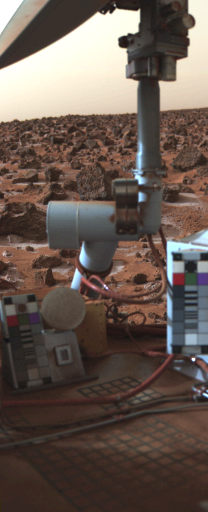
Снег на Марсе
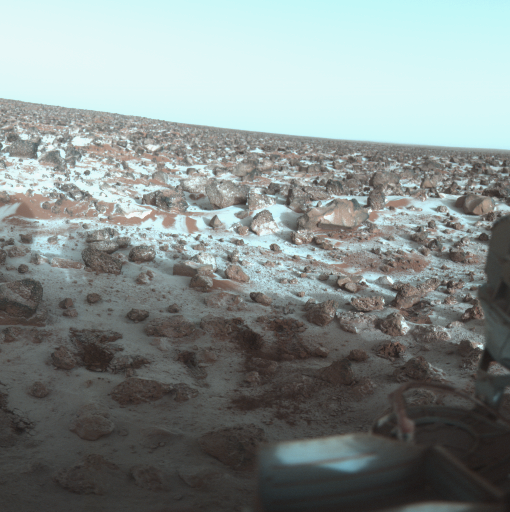
Снег в месте посадки
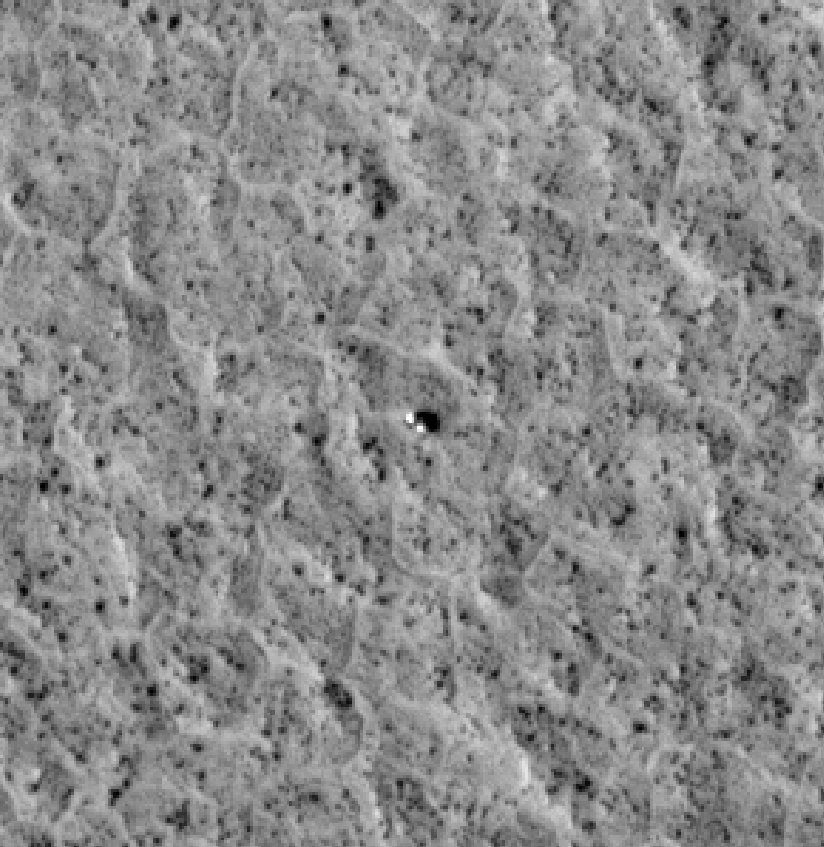
Фото станции «Викинг-2», сделанное спутником MRO в декабре 2006 года

## Места посадок автоматических станций на Марсе
Спирит

Оппортьюнити

Соджорнер
Викинг-1

Викинг-2

Феникс

Марс-3

Кьюриосити
Скиапарелли